# Sheila Cussons
Sheila Cussons (1922-2004) fou una poetessa sud-africana en llengua afrikaans.
Estudià arts a la Universitat de Pietermaritzburg, on fou deixeble de Diederik Johannes Opperman i es dedicà a la poesia. Més tard marxà a Amsterdam amb el seu primer marit. Es casà en segones núpcies amb el català Joan Saladrigas, amb qui va tenir dos fills, Jordi Saladrigas-Cussons i Jaume Saladrigas-Cussons. Sheila Cussons va viure a Barcelona fins al 1982 i traduí de l'espanyol a l'afrikaans. Ha rebut nombrosos premis literaris en llengua afrikaans (entre els quals destaca el Premi Hertzog la distinció més important de les Lletres Afrkáans, així com un doctorat Honoris Causa, Universitat de Natal, a Pietermaritzburg), i el 2002 la universitat de Stellenbosch li va fer una retrospectiva. Enguany, al Març del 2017, amb motiu del Día de la Poesia, Ciutat del Cap li va retre un altre gran homenatge, amb l'estrena mundial d'una obra de teatre basada en la seva vida.

## Obres
- Stiebeuel (1946)
- Die Swart Kombuis (1978)
- Verf en vlam (1979)
- Die skitterende wond
- Die sagte sprong
- Die somerjood (1980)
- Die woedende brood (1981)
- Verwikkelde lyn (1983)
- Gestaltes 1947 (1982)
- Membraan (1984)
- Die heilige modder (1988)
- Die knetterende woord (1991)
- ’n Engel deur my kop (1997)